# Paris-Roubaix 1956
La 54e édition de la course cycliste Paris-Roubaix a eu lieu le 8 avril 1956 et a été remportée par le Français Louison Bobet.

## Classement final
|    | Cycliste            | Équipe                | Temps           |
| -- | ------------------- | --------------------- | --------------- |
| 1  | Louison Bobet       | Bobet-BP-Hutchinson   | 6 h 01 min 26 s |
| 2  | Alfred De Bruyne    | Mercier-BP-Hutchinson | + 0 s           |
| 3  | Jean Forestier      | Follis-Dunlop         | + 0 s           |
| 4  | Rik van Steenbergen | Elvé-Peugeot          | + 0 s           |
| 5  | Bernard Gauthier    | Mercier-BP-Hutchinson | + 0 s           |
| 6  | Nello Lauredi       | Helyett-Potin         | + 0 s           |
| 7  | Germain Derijcke    | Faema-Guerra          | + 53 s          |
| 8  | André Vlaeyen       | Elve-Peugeot          | + 53 s          |
| 9  | Jean Robic          | Essor                 | + 53 s          |
| 10 | Gilbert Bauvin      | St.Raphael-Geminiani  | + 53 s          |